# Zapasy na Letnich Igrzyskach Olimpijskich 1996 – kategoria do 82 kg w stylu wolnym
Zmagania mężczyzn do 82 kg to jedna z dziesięciu męskich konkurencji w zapasach w stylu wolnym rozgrywanych podczas Letnich Igrzysk Olimpijskich 1996. Pojedynki w tej kategorii wagowej odbyły się w dniach 30 – 31 lipca.

## Klasyfikacja[1]
| Pozycja | Nazwisko               | Kraj              |
| ------- | ---------------------- | ----------------- |
| 1       | Chadżymurad Magomiedow | Rosja             |
| 2       | Yang Hyeong-mo         | Korea Południowa  |
| 3       | Amir Reza Chadem       | Iran              |
| 4       | Sebahattin Öztürk      | Turcja            |
| 5       | Mogamed Ibragimow      | Azerbejdżan       |
| 6       | Elmadi Żabraiłow       | Kazachstan        |
| 7       | Les Gutches            | Stany Zjednoczone |
| 8       | Ariel Ramos            | Kuba              |
| 9       | Łukman Żabraiłow       | Mołdawia          |
| 10      | Awtandil Gogoliszwili  | Gruzja            |
| 11      | Hidekazu Yokoyama      | Japonia           |
| 12      | Płamen Penew           | Bułgaria          |
| 13      | Nicolae Ghiță          | Rumunia           |
| 14      | László Dvorák          | Węgry             |
| 15      | Rusłan Chinczagow      | Uzbekistan        |
| 16      | Serhij Hubryniuk       | Ukraina           |
| 17      | Orlando Rosa           | Portoryko         |
| .       | Luis Varela            | Wenezuela         |
| 19      | Cris Brown             | Australia         |
| .       | Alaksandr Sauko        | Białoruś          |
| 21      | Alioune Diouf          | Senegal           |

## Zasady[2]
- TO — Łopatki
- PP — Na punkty (Pokonany zdobył punkty)
- PO — Na punkty (Pokonany bez punktów)
- PA — Kontuzja
- ST — Przewaga (10 punktów różnicy, pokonany bez punktów)

## Wyniki

### Runda 1
|                   | Wynik |                        | Punkty |
| 1/16              | 1/16  | 1/16                   | 1/16   |
| ----------------- | ----- | ---------------------- | ------ |
| Hidekazu Yokoyama | 9–1   | Nicolae Ghiță          | 4–0 TO |
| Orlando Rosa      | 1–3   | Serhij Hubryniuk       | 1–3 PP |
| Alaksandr Sauko   | 2–3   | Les Gutches            | 1–3 PP |
| Elmadi Żabraiłow  | 4–1   | Mogamed Ibragimow      | 3–1 PP |
| Łukman Żabraiłow  | 10–0  | Cris Brown             | 4–0 ST |
| Płamen Penew      | 1–3   | Ariel Ramos            | 1–3 PP |
| Alioune Diouf     | 0–3   | Chadżymurad Magomiedow | 0–3 PO |
| Amir Reza Chadem  | 3–0   | Awtandil Gogoliszwili  | 3–0 PO |
| Sebahattin Öztürk | 2–3   | Rusłan Chinczagow      | 1–3 PP |
| László Dvorák     | 6–2   | Luis Varela            | 3–1 PP |
| Yang Hyeong-mo    |       | Bez walki              |        |

### Runda 2
|                   | Wynik |                        | Punkty |
| 1/8               | 1/8   | 1/8                    | 1/8    |
| ----------------- | ----- | ---------------------- | ------ |
| Yang Hyeong-mo    | 4–2   | Hidekazu Yokoyama      | 3–1 PP |
| Serhij Hubryniuk  | 0–4   | Les Gutches            | 0–3 PO |
| Elmadi Żabraiłow  | 10–8  | Łukman Żabraiłow       | 3–1 PP |
| Ariel Ramos       | 4–7   | Chadżymurad Magomiedow | 1–3 PP |
| Amir Reza Chadem  | 1–0   | Rusłan Chinczagow      | 3–0 PO |
| László Dvorák     |       | Bez walki              |        |
| Repasaże          |       |                        |        |
| Nicolae Ghiță     | 4–3   | Orlando Rosa           | 3–1 PP |
| Alaksandr Sauko   | 0–5   | Mogamed Ibragimow      | 0–3 PO |
| Cris Brown        | 2–8   | Płamen Penew           | 1–3 PP |
| Alioune Diouf     | 2–6   | Awtandil Gogoliszwili  | 1–3 PP |
| Sebahattin Öztürk | 5–2   | Luis Varela            | 3–1 PP |

### Runda 3
|                        | Wynik |                       | Punkty |
| 1/4                    | 1/4   | 1/4                   | 1/4    |
| ---------------------- | ----- | --------------------- | ------ |
| László Dvorák          | 0–2   | Yang Hyeong-mo        | 0–3 PO |
| Les Gutches            | 1–2   | Elmadi Żabraiłow      | 1–3 PP |
| Chadżymurad Magomiedow |       | Bez walki             |        |
| Amir Reza Chadem       |       | Bez walki             |        |
| Repasaże               |       |                       |        |
| Nicolae Ghiță          | 3–5   | Mogamed Ibragimow     | 1–3 PP |
| Płamen Penew           | 1–4   | Awtandil Gogoliszwili | 1–3 PP |
| Sebahattin Öztürk      | 7–1   | Hidekazu Yokoyama     | 3–1 PP |
| Serhij Hubryniuk       | 0–3   | Łukman Żabraiłow      | 0–3 PO |
| Ariel Ramos            | 3–2   | Rusłan Chinczagow     | 3–1 PP |

### Runda 4
|                        | Wynik    |                       | Punkty   |
| Półfinał               | Półfinał | Półfinał              | Półfinał |
| ---------------------- | -------- | --------------------- | -------- |
| Yang Hyeong-mo         | 3–2      | Elmadi Żabraiłow      | 3–1 PP   |
| Chadżymurad Magomiedow | 4–0      | Amir Reza Chadem      | 3–0 PO   |
| Repasaże               |          |                       |          |
| Mogamed Ibragimow      | 6–4      | Awtandil Gogoliszwili | 3–1 PP   |
| Sebahattin Öztürk      | 5–1      | Łukman Żabraiłow      | 3–1 PP   |
| Ariel Ramos            | 3–1      | László Dvorák         | 3–1 PP   |
| Les Gutches            |          | Bez walki             |          |

### Runda 5
|                   | Wynik    |                   | Punkty   |
| Repasaże          | Repasaże | Repasaże          | Repasaże |
| ----------------- | -------- | ----------------- | -------- |
| Les Gutches       | 2–3      | Mogamed Ibragimow | 1–3 PP   |
| Sebahattin Öztürk | 5–4      | Ariel Ramos       | 3–1 PP   |

### Runda 6
|                   | Wynik    |                   | Punkty   |
| Repasaże          | Repasaże | Repasaże          | Repasaże |
| ----------------- | -------- | ----------------- | -------- |
| Elmadi Żabraiłow  | WO       | Sebahattin Öztürk | 0–4 PA   |
| Mogamed Ibragimow | 0–3      | Amir Reza Chadem  | 0–3 PO   |

### Finały[12]
|                   | Wynik            |                        | Punkty           |
| O siódme miejsce  | O siódme miejsce | O siódme miejsce       | O siódme miejsce |
| ----------------- | ---------------- | ---------------------- | ---------------- |
| Les Gutches       | 3–0              | Ariel Ramos            | 3–0 PO           |
| O piąte miejsce   |                  |                        |                  |
| Elmadi Żabraiłow  | WO               | Mogamed Ibragimow      | 0–4 PA           |
| O brązowy medal   |                  |                        |                  |
| Sebahattin Öztürk | 0–0              | Amir Reza Chadem       | 0–3 PO           |
| Finał             |                  |                        |                  |
| Yang Hyeong-mo    | 1–2              | Chadżymurad Magomiedow | 1–3 PP           |